# Scytalopus magellanicus
A Scytalopus magellanicus a madarak osztályának verébalakúak (Passeriformes) rendjébe és a fedettcsőrűfélék (Rhinocryptidae) családjába tartozó faj.

## Rendszerezése
A fajt Johann Friedrich Gmelin német természettudós írta le 1789-ben, a Motacilla nembe Motacilla magellanica néven.

## Előfordulása
Dél-Amerika déli részén, Argentína és Chile területén honos, kóborlásai során eljut a Falkland-szigetekre. Természetes élőhelyei a mérsékelt övi erdők, szubtrópusi és trópusi síkvidéki és hegyi esőerdők, valamint cserjésekkel uralt folyók és patakok környéke.

## Megjelenése
Testhossza 9 centiméter.

## Természetvédelmi helyzete
Az elterjedési területe nagyon nagy, egyedszáma pedig felméretlen. A Természetvédelmi Világszövetség Vörös listáján nem fenyegetett fajként szerepel.